# Campionati del mondo di ciclismo su pista 1959
I Campionati del mondo di ciclismo su pista 1959 si svolsero dall'8 al 13 agosto 1959 ad Amsterdam, nei Paesi Bassi.

## Medagliere
| Posiz. | Nazione          | Oro | Argento | Bronzo | Totale |
| ------ | ---------------- | --- | ------- | ------ | ------ |
| 1      | Italia           | 2   | 2       | 0      | 4      |
| 2      | Francia          | 1   | 3       | 1      | 5      |
| 3      | Unione Sovietica | 1   | 1       | 1      | 3      |
| 4      | Paesi Bassi      | 1   | 0       | 2      | 3      |
| 5      | Regno Unito      | 1   | 0       | 1      | 2      |
| 6      | Spagna           | 1   | 0       | 0      | 1      |
| 6      | Germania Ovest   | 1   | 0       | 0      | 1      |
| 8      | Svizzera         | 0   | 1       | 1      | 2      |
| 9      | Lussemburgo      | 0   | 1       | 0      | 1      |
| 10     | Germania Est     | 0   | 0       | 1      | 1      |
| 10     | Belgio           | 0   | 0       | 1      | 1      |
|        | Totale           | 8   | 8       | 8      | 24     |